# Liga Europeia de Voleibol Feminino de 2013
A Liga Europeia de Voleibol Feminino de 2013 foi a quinta edição do torneio que acontece anualmente,que conta com a participação de oito seleções europeias.
A Alemanha bateu a Bélgica por 3–2 na final(partida única), e conquistou seu 1º título.

## Times
- Bélgica
- Bulgária
- Alemanha
- Hungria
- Israel
- Romênia
- Sérvia
- Turquia

## Rodadas

### Grupo A
|     |          |     | Jogos | Jogos | Jogos | Sets | Sets | Sets  | Pontos | Pontos | Pontos |
| Pos | Equipe   | Pts | T     | V     | D     | V    | P    | R     | V      | P      | R      |
| --- | -------- | --- | ----- | ----- | ----- | ---- | ---- | ----- | ------ | ------ | ------ |
| 1   | Bulgária | 27  | 12    | 8     | 4     | 32   | 19   | 1.684 | 970    | 842    | 1.152  |
| 2   | Romênia  | 20  | 12    | 8     | 4     | 28   | 23   | 1.217 | 925    | 893    | 1.036  |
| 3   | Turquia  | 16  | 12    | 6     | 6     | 23   | 26   | 0.885 | 883    | 889    | 0.993  |
| 4   | Hungria  | 9   | 12    | 2     | 10    | 16   | 31   | 0.516 | 760    | 914    | 0.832  |

#### Semana 1
LocalCengiz Göllü Volleyball Hall, Bursa.
| Data   | Hora  |             | Placar |            | Set 1 | Set 2 | Set 3 | Set 4 | Set 5 | Total | Relatório |
| ------ | ----- | ----------- | ------ | ---------- | ----- | ----- | ----- | ----- | ----- | ----- | --------- |
| 14 Jun | 15:30 | 'Romênia '  | 3–2    | Bulgária   | 19–21 | 21–16 | 21–19 | 14–21 | 15–12 | 90–89 | 90–89     |
| 14 Jun | 18:00 | 'Turquia '  | 3–2    | Hungria    | 20–22 | 21–14 | 15–21 | 21–13 | 15–6  | 92–76 | 92–76     |
| 15 Jun | 15:30 | Romênia     | 1–3    | ' Turquia' | 11–21 | 19–21 | 21–14 | 10–21 |       | 61–77 | 61–77     |
| 15 Jun | 18:00 | 'Bulgária ' | 3–0    | Hungria    | 21–10 | 21–16 | 21–17 |       |       | 63–43 | 63–43     |
| 16 Jun | 15:30 | 'Hungria '  | 3–1    | Romênia    | 21–18 | 21–17 | 13–21 | 21–17 |       | 76–73 | 76–73     |
| 16 Jun | 18:00 | 'Turquia '  | 3–2    | Bulgária   | 7–21  | 13–21 | 26–24 | 21–18 | 15–6  | 82–90 | 82–90     |

#### Semana 2
LocalMesszi István Sportcsarnok, Kecskemét.
| Data   | Hora  |             | Placar |             | Set 1 | Set 2 | Set 3 | Set 4 | Set 5 | Total | Relatório |
| ------ | ----- | ----------- | ------ | ----------- | ----- | ----- | ----- | ----- | ----- | ----- | --------- |
| 21 Jun | 15:30 | Turquia     | 0–3    | ' Romênia'  | 15–21 | 18–21 | 16–21 |       |       | 49–63 | 49–63     |
| 21 Jun | 18:00 | Hungria     | 1–3    | ' Bulgária' | 11–21 | 25–23 | 15–21 | 7–21  |       | 58–86 | 58–86     |
| 22 Jun | 15:30 | Romênia     | 2–3    | ' Bulgária' | 21–18 | 15–21 | 22–24 | 21–15 | 11–15 | 90–93 | 90–93     |
| 22 Jun | 18:00 | 'Hungria '  | 3–0    | Turquia     | 21–17 | 21–16 | 21–16 |       |       | 63–49 | 63–49     |
| 23 Jun | 15:30 | 'Bulgária ' | 3–1    | Turquia     | 12–21 | 21–15 | 21–17 | 21–14 |       | 75–67 | 75–67     |
| 23 Jun | 18:00 | ' Romênia'  | 3–2    | Hungria     | 19–21 | 21–15 | 17–21 | 21–11 | 15–10 | 93–78 | 93–78     |

#### Semana 3
LocalSala Polivalentă Oltenia, Craiova.
| Data   | Hora  |            | Placar |             | Set 1 | Set 2 | Set 3 | Set 4 | Set 5 | Total | Relatório |
| ------ | ----- | ---------- | ------ | ----------- | ----- | ----- | ----- | ----- | ----- | ----- | --------- |
| 28 Jun | 17:00 | Bulgária   | 2–3    | ' Turquia'  | 21–19 | 21–13 | 18–21 | 15–21 | 10–15 | 85–89 | 85–89     |
| 28 Jun | 19:30 | 'Romênia ' | 3–0    | Hungria     | 21–14 | 21–16 | 21–9  |       |       | 63–39 | 63–39     |
| 29 Jun | 17:00 | 'Turquia ' | 3–1    | Hungria     | 15–21 | 21–17 | 21–15 | 21–18 |       | 78–71 | 78–71     |
| 29 Jun | 19:30 | Bulgária   | 2–3    | ' Romênia'  | 13–21 | 21–16 | 21–17 | 17–21 | 10–15 | 82–90 | 82–90     |
| 30 Jun | 17:00 | Hungria    | 1–3    | ' Bulgária' | 15–21 | 16–21 | 21–17 | 17–21 |       | 69–80 | 69–80     |
| 30 Jun | 19:30 | 'Romênia ' | 3–1    | Turquia     | 21–17 | 19–21 | 23–21 | 21–19 |       | 84–78 | 84–78     |

#### Semana 4
LocalPalace of Culture and Sports, Varna, Bulgaria.
| Data  | Hora  |             | Placar |             | Set 1 | Set 2 | Set 3 | Set 4 | Set 5 | Total | Relatório |
| ----- | ----- | ----------- | ------ | ----------- | ----- | ----- | ----- | ----- | ----- | ----- | --------- |
| 4 Jul | 15:30 | Hungria     | 0–3    | ' Turquia'  | 18–21 | 14–21 | 16–21 |       |       | 48–63 | 48–63     |
| 4 Jul | 18:00 | Romênia     | 0–3    | ' Bulgária' | 11–21 | 9–21  | 15–21 |       |       | 35–63 | 35–63     |
| 5 Jul | 15:30 | Turquia     | 2–3    | ' Romênia'  | 21–14 | 23–21 | 18–21 | 15–21 | 13–15 | 90–92 | 90–92     |
| 5 Jul | 18:00 | Hungria     | 1–3    | ' Bulgária' | 12–21 | 12–21 | 22–20 | 14–21 |       | 60–83 | 60–83     |
| 6 Jul | 15:30 | 'Romênia '  | 3–2    | Hungria     | 13–21 | 21–12 | 21–23 | 21–11 | 15–12 | 91–79 | 91–79     |
| 6 Jul | 18:00 | 'Bulgária ' | 3–1    | Turquia     | 21–17 | 21–17 | 18–21 | 21–14 |       | 81–69 | 81–69     |

### Grupo B
|     |          |     | Jogos | Jogos | Jogos | Sets | Sets | Sets  | Pontos | Pontos | Pontos |
| Pos | Equipe   | Pts | T     | V     | D     | V    | P    | R     | V      | P      | R      |
| --- | -------- | --- | ----- | ----- | ----- | ---- | ---- | ----- | ------ | ------ | ------ |
| 1   | Bélgica  | 29  | 12    | 10    | 2     | 32   | 11   | 2.909 | 843    | 701    | 1.203  |
| 2   | Alemanha | 26  | 12    | 8     | 4     | 30   | 17   | 1.765 | 898    | 772    | 1.163  |
| 3   | Sérvia   | 17  | 12    | 6     | 6     | 22   | 23   | 0.957 | 790    | 829    | 0.953  |
| 4   | Israel   | 0   | 12    | 0     | 12    | 3    | 36   | 0.083 | 583    | 812    | 0.718  |

#### Semana 1
LocalSport Oase, Leuven.
| Data   | Hora  |             | Placar |            | Set 1 | Set 2 | Set 3 | Set 4 | Set 5 | Total | Relatório |
| ------ | ----- | ----------- | ------ | ---------- | ----- | ----- | ----- | ----- | ----- | ----- | --------- |
| 14 Jun | 17:00 | 'Alemanha ' | 3–0    | Israel     | 21–14 | 21–13 | 25–23 |       |       | 67–50 | 67–50     |
| 14 Jun | 20:00 | Sérvia      | 1–3    | ' Bélgica' | 22–20 | 8–21  | 11–21 | 18–21 |       | 59–83 | 59–83     |
| 15 Jun | 17:00 | Israel      | 0–3    | ' Sérvia'  | 15–21 | 18–21 | 19–21 |       |       | 52–63 | 52–63     |
| 15 Jun | 20:00 | Alemanha    | 2–3    | ' Bélgica' | 21–15 | 17–21 | 19–21 | 21–16 | 9–15  | 87–88 | 87–88     |
| 16 Jun | 15:00 | 'Sérvia '   | 3–2    | Alemanha   | 21–19 | 21–16 | 12–21 | 15–21 | 15–12 | 84–89 | 84–89     |
| 16 Jun | 18:00 | 'Bélgica '  | 3–0    | Israel     | 21–6  | 21–12 | 22–20 |       |       | 64–38 | 64–38     |

#### Semana 2
LocalHala Sportova "Dudova Suma", Subotica.
| Data   | Hora  |             | Placar |             | Set 1 | Set 2 | Set 3 | Set 4 | Set 5 | Total | Relatório |
| ------ | ----- | ----------- | ------ | ----------- | ----- | ----- | ----- | ----- | ----- | ----- | --------- |
| 21 Jun | 17:30 | Israel      | 0–3    | ' Alemanha' | 13–21 | 10–21 | 16–21 |       |       | 39–63 | 39–63     |
| 21 Jun | 20:15 | 'Bélgica '  | 3–0    | Sérvia      | 21–12 | 22–20 | 21–18 |       |       | 64–50 | 64–50     |
| 22 Jun | 17:30 | Alemanha    | 0–3    | ' Bélgica'  | 17–21 | 17–21 | 17–21 |       |       | 51–63 | 51–63     |
| 22 Jun | 20:15 | 'Sérvia '   | 3–0    | Israel      | 21–18 | 24–22 | 21–15 |       |       | 66–55 | 66–55     |
| 23 Jun | 17:30 | 'Bélgica '  | 3–0    | Israel      | 21–12 | 21–17 | 21–15 |       |       | 63–44 | 63–44     |
| 23 Jun | 20:15 | 'Alemanha ' | 3–0    | Sérvia      | 21–7  | 21–16 | 21–9  |       |       | 63–32 | 63–32     |

#### Semana 3
LocalCU Arena, Hamburgo
| Data   | Hora  |             | Placar |             | Set 1 | Set 2 | Set 3 | Set 4 | Set 5 | Total | Relatório |
| ------ | ----- | ----------- | ------ | ----------- | ----- | ----- | ----- | ----- | ----- | ----- | --------- |
| 28 Jun | 17:00 | 'Bélgica '  | 3–2    | Sérvia      | 21–18 | 18–21 | 18–21 | 21–14 | 15–13 | 93–87 | 93–87     |
| 28 Jun | 20:00 | Israel      | 1–3    | ' Alemanha' | 12–21 | 11–21 | 21–17 | 16–21 |       | 60–80 | 60–80     |
| 29 Jun | 17:00 | 'Sérvia '   | 3–0    | Israel      | 21–16 | 21–14 | 21–12 |       |       | 63–42 | 63–42     |
| 29 Jun | 20:00 | 'Alemanha ' | 3–2    | Bélgica     | 21–13 | 18–21 | 18–21 | 21–19 | 15–12 | 93–86 | 93–86     |
| 30 Jun | 15:00 | Israel      | 0–3    | ' Bélgica'  | 13–21 | 10–21 | 15–21 |       |       | 38–63 | 38–63     |
| 30 Jun | 18:00 | 'Alemanha ' | 3–1    | Sérvia      | 21–10 | 17–21 | 21–19 | 21–18 |       | 80–68 | 80–68     |

#### Semana 4
LocalMetrowest Sport Palace, Ra'anana.
| Data  | Hora  |             | Placar |             | Set 1 | Set 2 | Set 3 | Set 4 | Set 5 | Total | Relatório |
| ----- | ----- | ----------- | ------ | ----------- | ----- | ----- | ----- | ----- | ----- | ----- | --------- |
| 4 Jul | 17:00 | Israel      | 1–3    | ' Sérvia'   | 21–14 | 12–21 | 16–21 | 12–21 |       | 61–77 | 61–77     |
| 4 Jul | 19:30 | Bélgica     | 0–3    | ' Alemanha' | 15–21 | 14–21 | 19–21 |       |       | 48–63 | 48–63     |
| 5 Jul | 17:00 | 'Sérvia '   | 3–2    | Alemanha    | 18–21 | 21–16 | 19–21 | 21–19 | 15–7  | 94–84 | 94–84     |
| 5 Jul | 19:30 | Israel      | 0–3    | ' Bélgica'  | 21–23 | 16–21 | 7–21  |       |       | 44–65 | 44–65     |
| 6 Jul | 17:00 | Sérvia      | 0–3    | ' Bélgica'  | 12–21 | 16–21 | 19–21 |       |       | 47–63 | 47–63     |
| 6 Jul | 19:30 | 'Alemanha ' | 3–1    | Israel      | 21–11 | 21–15 | 15–21 | 21–13 |       | 78–60 | 78–60     |

## Fase final
|  | Semifinais  | Semifinais  |   |             | Final          | Final |  |
|  |             |             |   |             |                |       |  |
|  | 13 de julho |             |   |             |                |       |  |
|  | Bélgica     | 3           |   |             |                |       |  |
|  | Romênia     | 0           |   |             |                |       |  |
|  |             |             |   |             |                |       |  |
|  |             |             |   |             | 14 de julho    |       |  |
|  |             |             |   |             | Bélgica        | 2     |  |
|  |             | Alemanha    | 3 |             |                |       |  |
|  |             |             |   |             |                |       |  |
|  |             |             |   |             |                |       |  |
|  |             |             |   |             | Terceiro lugar |       |  |
|  | 13 de julho | 13 de julho |   | 14 de julho | 14 de julho    |       |  |
|  | Bulgária    | 0           |   | Romênia     | 0              |       |  |
|  | Alemanha    | 3           |   |             | Bulgária       | 3     |  |

### Semifinais
| Data      | Hora  |            | Placar |             | Set 1 | Set 2 | Set 3 | Set 4 | Set 5 | Total | Relatório |
| --------- | ----- | ---------- | ------ | ----------- | ----- | ----- | ----- | ----- | ----- | ----- | --------- |
| 13 de jul | 14:00 | 'Bélgica ' | 3–0    | Romênia     | 21–16 | 22–20 | 21–15 |       |       | 64–51 | 64–51     |
| 13 de jul | 17:00 | Bulgária   | 0–3    | ' Alemanha' | 17–21 | 10–21 | 19–21 |       |       | 46–63 | 46–63     |

### Terceiro lugar
| Data      | Hora  |         | Placar |             | Set 1 | Set 2 | Set 3 | Set 4 | Set 5 | Total | Relatório |
| --------- | ----- | ------- | ------ | ----------- | ----- | ----- | ----- | ----- | ----- | ----- | --------- |
| 14 de jul | 15:00 | Romênia | 0–3    | ' Bulgária' | 16–21 | 14–21 | 14–21 |       |       | 44–63 | 44–63     |

### Final
| Data      | Hora  |         | Placar |             | Set 1 | Set 2 | Set 3 | Set 4 | Set 5 | Total | Relatório |
| --------- | ----- | ------- | ------ | ----------- | ----- | ----- | ----- | ----- | ----- | ----- | --------- |
| 14 de jul | 18:00 | Bélgica | 2–3    | ' Alemanha' | 21–14 | 16–21 | 21–15 | 14–21 | 7–15  | 79–86 | 79–86     |

## Classificação final
| Rank | Team     |
| ---- | -------- |
| 1    | Alemanha |
| 2    | Bélgica  |
| 3    | Bulgária |
| 4    | Roménia  |
| 5    | Sérvia   |
| 6    | Turquia  |
| 7    | Hungria  |
| 8    | Israel   |

## Premiação individual
- MVP:  Charlotte Leys
- Maior pontuadora:  Margareta Kozuch
- Melhor atacante:  Margareta Kozuch
- Melhor bloqueadora:  Freya Aelbrecht
- Melhor sacadora:  Denise Hanke
- Melhor levantadora:  Frauke Dirickx
- Melhor receptora:  Mariya Karakasheva
- Melhor líbero:  Valérie Courtois